# Vinko Pintarić
Vinko Pintarić (ur. 3 kwietnia 1941 we wsi Zrinski Topolovac k. Bjelovaru, zm. 25 maja 1991 w Veliko Trgovišće) – chorwacki seryjny morderca zwany Čarugą z Zagorja na pamiątkę znanego przestępcy z okresu międzywojennego. W latach 1973–1989 zamordował 5 osób.

## Życiorys
Był synem partyzanta Iliji, który pod koniec wojny został wzięty do niewoli przez ustaszy. W czerwcu 1945 Ilija na oczach żony i dzieci został pobity przez agentów jugosłowiańskiej bezpieki i aresztowany. Rodzina nigdy już nie zobaczyła go żywego. Po kilku latach matka Pintaricia ponownie wyszła za mąż, ale ojczym był alkoholikiem oraz znęcał się nad żoną i dziećmi. Młody Pintarić wcześnie związał się ze środowiskiem przestępczym. Był kilkakrotnie zatrzymywany za nielegalne posiadanie broni.
Ożenił się wcześnie, ale jego pierwsze małżeństwo trwało zaledwie kilka miesięcy. Za znęcanie się nad żoną Pintarić trafił do więzienia. Do żony już nie wrócił. Przeniósł się do Zaboka i tam poślubił Katicę Tisanić – rozwódkę z małym dzieckiem. Miał z nią córkę i wiódł życie przykładnego męża i ojca.

## Pierwsze zabójstwa
Pierwszego morderstwa dokonał 26 kwietnia 1973. Starał się o pracę w lokalnej fabryce, ale jego podanie zostało odrzucone. Sfrustrowany, udał się do pobliskiego baru i wypił znaczną ilość wódki. W drodze do domu pokłócił się z sąsiadami. W czasie kłótni doszło do rękoczynów. Pintarić wrócił do domu i zabrał pistolet. Z tej broni zastrzelił jednego z sąsiadów, a drugiego ranił. Po zabójstwie ukrywał się przez 18 dni, a następnie sam zgłosił się na policję. Został umieszczony w szpitalu psychiatrycznym na obserwacji, ale 18 września 1973 stamtąd uciekł i ponownie zaczął się ukrywać.
Pintarić podejrzewał własną żonę, że ta pomaga milicji, aby mogła schwytać go lub zabić. 24 października 1973 strzałem przez okno Pintarić pozbawił ją życia. Kiedy strzelał był pijany i następnego dnia nie pamiętał, co się stało.
20 stycznia 1974 został ujęty przez milicję. Milicjanci otoczyli dom, w którym się ukrywał i po krótkiej rozmowie Pintarić poddał się, nie stawiając oporu. Stanął przed sądem, oskarżony o dwa morderstwa i usiłowanie trzeciego. Przyznał się do popełnionych czynów, broniąc się, że był pijany i został sprowokowany. 18 listopada 1974 został uznany za winnego i skazany na karę śmierci. Wkrótce karę tę zamieniono na 20 lat więzienia, najdłuższą, jaką przewidywało prawo jugosłowiańskie.

## Więzienie i ucieczka
Karę Pintarić odbywał w więzieniu w Starej Gradišce. W nagrodę za dobre sprawowanie mógł pracować jako ogrodnik. Po ośmiu latach spędzonych w więzieniu zaczął się ubiegać o warunkowe przedterminowe zwolnienie. Władze więzienia dowiedziały się jednak, że groził swoim byłym sąsiadom, i nie wyraziły zgody, aby wypuścić Pintaricia na wolność.
21 lutego 1982 Pintarić uciekł z więzienia. Udało mu się dopisać własne nazwisko na listę więźniów przeznaczonych do zwolnienia. Pięć dni po ucieczce napisał list do swojego obrońcy, w którym stwierdził, że nie widział sensu w pisaniu kolejnych podań. Zapowiadał w liście, że zamierza zabić „dużo ludzi”, a to, czego dokonał dotąd, to był tylko początek.
Po ucieczce ukrywał się we wsi Andraševec, k. Donjej Stubicy, gdzie zamieszkał wraz z Barbarą Šipek. Kobieta znała jego tożsamość i pomagała w kolejnych kradzieżach. Kiedy została zatrzymana przez policję w kwietniu 1983, Pintarić zabarykadował się z karabinem w pobliskim domu, należącym do rodziny Kucelj grożąc, że zabije „trzydzieści osób”, jeśli Barbara nie zostanie wypuszczona. Braciom Kucelj udało się zaskoczyć napastnika i ciężko poranić przy pomocy kuchennych tasaków, a następnie zaalarmowali policję. Pintarić przeżył, choć został ciężko ranny.
W 1983 ponownie stanął przed sądem oskarżony o groźby karalne, próbę morderstwa i liczne kradzieże. Skazany na 20 lat więzienia Pintarić został skierowany do więzienia w Lepoglavie. 3 września 1989 otrzymał jednodniową przepustkę, z której już nie powrócił.
Od czasu kolejnej ucieczki często zmieniał miejsce pobytu, krążąc pomiędzy wsiami Zagorja. W czerwcu 1990 policja otrzymała informację, że zbieg był widziany we wsi Prosenik Začretski koło Zaboka. Bliższe informacje przekazał im Rudolf Belina, mieszkający w pobliżu. Kilka dni później Belina zginął z ręki Pintaricia za to, że go zdradził. Wkrótce potem Pintarić zamordował jednego z sąsiadów Barbary Šipek. Ostatnią ofiarą zabójcy był Božo Habek, zastrzelony 2 sierpnia 1990.
Od 1990 policji dwukrotnie udało się namierzyć zabójcę, ale ten uciekł, ostrzeliwując się z posiadanej broni. W 1991 policja w Zaboku powołała specjalny zespół, który miał za zadanie zlokalizować i ująć przestępcę.

## Zasadzka i śmierć
W maju 1991 policja otrzymała informację, że Pintarić odwiedza dom swojej kochanki Ankicy Buhiniček we wsi Veliko Trgovišće. Po trzech dniach obserwacji, policjanci zauważyli zbiega, otoczyli budynek i wezwali na pomoc specjalny oddział policji z Kumrovca. Rankiem, kiedy Pintarić próbował opuścić dom, został wezwany do poddania się i otworzył ogień. W czasie strzelaniny został ranny i schował się w domu. Odmówił poddania się i domagał się przysłania jego obrońcy. Obrońca przybył do wsi, ale policjanci nie zgodzili się, aby wszedł do domu. Kiedy w stronę domu wystrzelono pojemniki z gazem łzawiącym Pintarić postrzelił Ankicę, oskarżając ją, że go wydała. Ankica, ranna w żołądek, przeżyła. Jeden z policjantów, którzy wkroczyli do domu, pojedynczym strzałem w głowę zabił Pintaricia. Został pochowany na cmentarzu w Lepoglavie w nieoznakowanym grobie.